# Dardanele

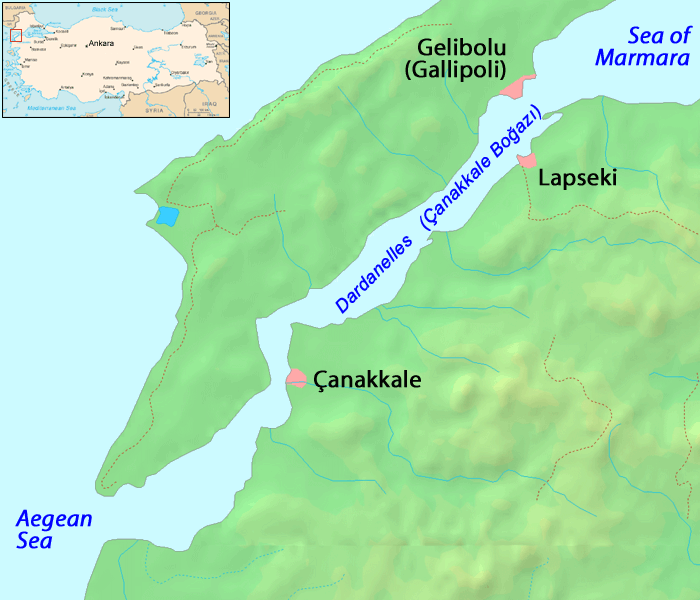
Harta strâmtorii Dardanele

Strâmtoarea Dardanele (în limbile turcă: Çanakkale Boğazı, neogreacă: Δαρδανελλια), cunoscută în vechime și ca Hellespont, este o strâmtoare îngustă în nord-vestul Turciei, care leagă Marea Egee cu Marea Marmara. Strâmtoarea este lungă de 61 km, dar are numai 1,2 – 6 km lățime. Adâncimea medie este de 55 m, iar cea maximă de 82 m. Apa curge prin strâmtoare în ambele sensuri: un curent de suprafață dinspre Marea Marmara spre Marea Egee și un curent de fund, mai rece și mai sărat, în direcția opusă. 
La fel ca Bosforul, separă Europa (peninsula Gallipoli) de Asia. Strâmtoarea are statut de cale de navigație internațională, iar împreună cu Bosforul, Dardanelele leagă Marea Neagră de Marea Mediterană. 
Cel mai important oraș de pe țărmul strâmtorii este Çanakkale (al cărui nume vine de la vestitele sale castele, kale însemnând „cetate”). Numele Dardanele derivă din Dardanus, un oraș antic grecesc, de pe malul asiatic al strâmtorii.
În 480 î. Hr., Xerxes I a traversat strâmtoarea pentru a invada Grecia.